# Коса Федотова (ліквідований заказник)
Ландшафтний заказник місцевого «Коса Федотова» (втрачений) був оголошений  рішенням Запорізької обласної ради  №135 від 25.09.1984 року. Об’єкт займав 234 га  на захід від с.Кирилівка Якимівського району, на однойменній косі Азовського моря.
25 грудня 2001 року Запорізька обласна рада ухвалила рішення №5 «Про внесення змін  і доповнень до  природно-заповідного фонду області», яким були ліквідовані два об'єкти ПЗФ. 
Скасування статусу відбулось у зв'язківку із входженням території заказника місцевого значення до однойменного заказника загальнодержавного значення «Коса Федотова» більшої площі, що оголошений Указом Президента України №15/96 від 20.08.1996 року.